# Нюберг, Матс
Не следует путать с другим шведским кёрлингистом, однофамильцем-тёзкой Mats Nyberg Архивная копия от 20 июня 2020 на Wayback Machine, родившимся 4 мая 1958 в городе Сундсвалль, на международном уровне участнике только трёх юниорских чемпионатов мира 1975, 1976, 1977 (на сайте WCF ошибочно указано, что он и тренер на четырёх чемпионатах Европы).
Матс О́лоф Хо́кан Ню́берг (швед. Mats Olof Håkan Nyberg, Mats O. Nyberg; род. 5 сентября 1958, Соллефтео, Вестерноррланд) — шведский кёрлингист и тренер по кёрлингу.
В составе мужской сборной Швеции как кёрлингист участвовал в чемпионате мира 2008.
Как тренер мужской сборной Швеции участвовал в зимних Олимпийских играх 2002, где команда Швеции, возглавляемая скипом Пейей Линдхольмом, заняла в соревнованиях мужских команд по кёрлингу четвёртое место, а также в двух чемпионатах мира и четырёх чемпионатах Европы.

## Достижения
- Чемпионат Швеции по кёрлингу среди смешанных пар: бронза (2012).

## Команды
| Сезон                                             | Четвёртый       | Третий       | Второй          | Первый          | Запасной                                     | Турниры              |
| ------------------------------------------------- | --------------- | ------------ | --------------- | --------------- | -------------------------------------------- | -------------------- |
| 2007—08                                           | Андерс Краупп   | Педер Фольке | Бьорн Брандберг | Антон Сандстрём | Матс Нюберг тренер: Стефан Хассельборг       | ЧМ 2008 (10 место)   |
| 2010—11                                           | Пер Карлсен     | Матс Нюберг  | Стефан Ларссон  | Dan Carlsén     | Claesl-Göran Höglund тренер: Фредрик Карлсен | ЧМВ 2011 (10 место)  |
| Кёрлинг для смешанных пар (mixed doubles curling) |                 |              |                 |                 |                                              |                      |
| 2011—12                                           | Ингрид Мельдаль | Матс Нюберг  |                 |                 |                                              | ЧШСП 2012            |
| 2016—17                                           | Ингрид Мельдаль | Матс Нюберг  |                 |                 |                                              | ЧШСП 2017 (11 место) |
| 2024—25                                           | Ингрид Мельдаль | Матс Нюберг  |                 |                 |                                              | ЧШСП 2025 (9 место)  |

(скипы выделены полужирным шрифтом)

## Результаты как тренера национальных сборных
| Год  | Турнир                                       | Сборная          | Место |
| ---- | -------------------------------------------- | ---------------- | ----- |
| 1998 | Чемпионат Европы по кёрлингу 1998            | Швеция (мужчины) | 1     |
| 1999 | Чемпионат Европы по кёрлингу 1999            | Швеция (мужчины) | 6     |
| 2000 | Чемпионат мира по кёрлингу среди мужчин 2000 | Швеция (мужчины) | 2     |
| 2000 | Чемпионат Европы по кёрлингу 2000            | Швеция (мужчины) | 3     |
| 2001 | Чемпионат мира по кёрлингу среди мужчин 2001 | Швеция (мужчины) | 1     |
| 2001 | Чемпионат Европы по кёрлингу 2001            | Швеция (мужчины) | 1     |
| 2002 | Зимние Олимпийские игры 2002                 | Швеция (мужчины) | 4     |